# Sør-Trøndelag
La contea di Sør-Trøndelag (Sør-Trøndelag fylke in norvegese) fu una contea norvegese fino al 1º gennaio 2018, data in cui venne riunita al Nord-Trøndelag, situate entrambe nel centro del paese. La nuova contea prese semplicemente il nome di Trøndelag. Confinava con le contee di Nord-Trøndelag, Møre og Romsdal, Oppland e Hedmark. La sua capitale era Trondheim, capitale anche della nuova contea unita.

## Informazioni generali

### Nome
Il nome Sør-Trøndelag è stato adottato nel 1919. Significa "(la parte) sud (del) Trøndelag".
Fino al 1919 il nome della contea era Søndre Trondhjems amt. Il significato di questo nome era "(la parte) sud (del) Trondhjems amt" (il vecchio Trondhjems amt, creato nel 1662, fu diviso nel 1804. Trondhjem è la vecchia forma di Trondheim).
Il Sør-Trøndelag ospita la storica città mineraria di Røros, inserita nella lista dei siti patrimonio dell'umanità dell'UNESCO nel 1980.

### Stemma
Lo stemma era di epoca moderna (1983) - ma aveva radici antiche: era il sigillo di Gaute Ivarsson, arcivescovo di Trondheim dal 1475 al 1510.

## Geografia
La contea di Sør-Trøndelag era composta da 25 comuni e aveva una superficie totale di 18.848 chilometri quadrati. Trondheim era la città più grande e il centro amministrativo della contea.
L'ampio e lungo Trondheimsfjord è al centro di questa ex contea, sebbene le aree costiere si estendano leggermente più a nord. Le catene montuose Dovrefjell e Trollheimen si trovano a sud, mentre la penisola di Fosen si trova a nord del fiordo. La montagna più alta è la Storskrymten, alta 1.985 metri. Il suo fiume più lungo è l'Orkla, che attraversa Trøndelag ed Hedmark.
Molti dei migliori fiumi di salmone in Europa si trovano nella contea, i più grandi e famosi sono Gaula ed Orklaelva.

### Aree protette
Il parco nazionale Dovrefjell-Sunndalsfjella, il parco nazionale Forollhogna, il parco nazionale Skarvan og Roltdalen e il parco nazionale Femundsmarka si trovano, completamente o parzialmente, nella contea.

## Storia
Ci sono stati insediamenti umani per migliaia di anni in questa regione (vedi anche culture di Nøstvet e Lihult e cultura della ceramica cordata). La fertile pianura al confine con il Trondheimsfjord era probabilmente il centro di potere più importante nell'era vichinga. L'Oretinget era una sala delle assemblee situata lungo il fiume Nid a Trondheim che serviva da luogo di incoronazione per i re vichinghi come Harald I di Norvegia e suo figlio Haakon I il Buono. Nidaros (l'antico nome di Trondheim) fu la capitale della Norvegia durante l'era vichinga fino all'inizio del XIII secolo.
Trondheim fu la sede dell'arcivescovo per diversi secoli e un'importante meta di pellegrinaggio dopo la morte di Sant'Olav nel 1030.
Røros, nella parte sud-orientale della contea, è una città mineraria ben conservata su un altopiano ed è patrimonio mondiale dell'UNESCO.

## Popolazione
Nella contea è parlato il dialetto norvegese Trøndersk.
| Storico della popolazione         | Storico della popolazione | Storico della popolazione |
| Anno                              | Pop.                      | ±%                        |
| --------------------------------- | ------------------------- | ------------------------- |
| 1951                              | 197,687                   | —                         |
| 1961                              | 211,819                   | +7.1%                     |
| 1971                              | 234,022                   | +10.5%                    |
| 1981                              | 244,760                   | +4.6%                     |
| 1991                              | 251,076                   | +2.6%                     |
| 2001                              | 264,865                   | +5.5%                     |
| 2011                              | 294,066                   | +11.0%                    |
| Fonte: SSB.no, Statistics Norway. |                           |                           |

## Economia
L'estrazione mineraria a Røros e Løkken a Meldal è durata per circa 300 anni e la Thamshavnbanen, la vecchia ferrovia elettrica da Orkdal a Løkken, è ancora utilizzabile. I fuochi costanti usati per rompere la roccia nelle miniere richiedevano enormi quantità di legna da ardere e le foreste montane sull'altopiano vicino a Røros non si sono ancora completamente ripristinate. Lungo la costa, la pesca è sempre stata importante. L'agricoltura era ed è ancora importante in tutta l'ex contea, con l'agricoltura più economicamente importante che si svolge nelle fertili valli di pianura, come a Melhus, Orkdal, Skaun, Midtre Gauldal, Malvik e Trondheim, ma anche vicino alla costa esterna, come in Ørland e Rissa. La città di Trondheim è sempre stata al centro di quest'area, con funzioni amministrative, nonché industriali basate sui prodotti agricoli e, più recentemente, istruzione, imprese high-tech e assistenza sanitaria.

## Infrastrutture e trasporti
L'ex contea di Sør-Trøndelag è attraversata dalle strade europee E06 (che passa per Oslo, Trondheim e arriva fino a Kirkenes, nel Finnmark) ed E39 (che la connette alla contea di Møre og Romsdal), ha due aeroporti (a Røros e ad Ørland), treni che connettono Trondheim ad Oslo, Bodø, Røros e Steinkjer in Norvegia e a Storlien in Svezia.
L'Hurtigruten effettua fermate giornaliere da metà mattinata a Trondheim in entrambi i viaggi verso nord e sud, oltre a barche più piccole per pendolari che collegano la città con località minori.

## Comuni
La contea di Sør-Trøndelag era suddivisa in 25 comuni (kommuner):
- Agdenes (1.779)
- Bjugn (4.634)
- Frøya (4.962)
- Hemne (4.293)
- Hitra (4.021)
- Holtålen (2.087)
- Klæbu (5.353)
- Malvik (12.213)
- Meldal (3.903)
- Melhus (14.176)
- Midtre Gauldal (5.873)
- Oppdal (6.499)
- Orkdal (10.632)

- Osen (1.059)
- Rennebu (2.653)
- Rissa (6.417)
- Roan (1.066)
- Røros (5.639)
- Selbu (3.940)
- Skaun (6.146)
- Snillfjord (1.046)
- Trondheim (158.613)
- Tydal (874)
- Ørland (5.113)
- Åfjord (3.315)

(Dati del 1º gennaio 2006)